# Volo Varig 810
Il volo Varig 810 era un volo passeggeri internazionale da Rio de Janeiro a Los Angeles con scali a Lima, Bogotà, Panama e Città del Messico. Il 27 novembre 1962 il Boeing 707-441 che operava sulla rotta si schiantò contro una montagna in avvicinamento a Lima, uccidendo tutti i 97 passeggeri e membri dell'equipaggio. All'epoca fu il peggior incidente aereo in Perù.

## L'aereo
L'aereo coinvolto nell'incidente era un Boeing 707-441 equipaggiato con quattro motori Rolls-Royce Conway 508 e registrato come PP-VJB alla Varig. Al momento dell'incidente l'aereo aveva due anni e sostenuto 6.326 ore di volo; il suo certificato di aeronavigabilità (CofA) fu emesso il 12 settembre 1962 e sarebbe scaduto il 22 maggio 1963.

## L'equipaggio
Per la presenza di due equipaggi di cabina a bordo, c'era un totale di 17 membri d'equipaggio a bordo del 707, di cui otto erano piloti. Gli equipaggi in cabina di pilotaggio erano composti da:
- I comandanti Gilberto Salomoni ed Edu Michel
- I copiloti Frederico Helmut Hirschmann e Gaspar Balthazar Ferrario
- Gli ingegneri di volo Leonardo Nunhofer e Armindo Ferreira Maciel
- Gli operatori radiofonici Besmar Lino dos Reis e Francisco Evangelista Oliveira

Tutti i membri dell'equipaggio erano cittadini brasiliani ad eccezione di due hostess.

## Il volo e l'incidente
Alle 03:43 UTC il volo partì da Rio in rotta verso Lima con a bordo 80 passeggeri e 17 membri dell'equipaggio. Il volo superò Pirassununga alle 04:30, Campo Grande alle 05:24, Corumbá alle 05:48, Santa Cruz alle 06:30, Cochabamba alle 06:52, Charaña alle 07:15 e Pisco alle 08:13. L'equipaggio si mise in contatto con il controllo del traffico aereo di Lima alle 08:09 mentre si trovava a un'altitudine di 36.000 piedi (11.000 m) dichiarando che avrebbe superato Pisco alle 08:13 prima di raggiungere l'aeroporto di Lima alle 08:36. Quando chiesero il permesso di scendere, il controllore ha avvertì il Boeing 707 della presenza di un Douglas DC-6 anch'esso diretto a Pisco per le 08:13, ma il DC-6 si trovava a un'altitudine di 13.500 piedi (4.100 m). Alle 08:14, un minuto dopo aver superato Pisco, il 707 iniziò la discesa, segnalando alle 08:19 di trovarsi a un'altitudine di 26.000 piedi.
Poco dopo al volo venne concessa l'autorizzazione per un avvicinamento diretto alla pista 33. Alle 08:24 il volo riferì all'ATC di trovarsi a un'altitudine di 15.000 piedi (4.600 m) mentre era ancora in fase di discesa; alle 08:30 aveva raggiunto un'altitudine di 12.000 piedi (3.700 m) ed era direttamente sopra Las Palmas. Poiché il 707 era troppo alto per un avvicinamento diretto alla pista 33, l'ATC suggerì una rotazione di 360° sul punto di Las Palmas per perdere abbastanza quota per un avvicinamento e riportare nuovamente quando la virata fosse stata completata. Il volo continuò a scendere, per poi svoltare leggermente a destra dalla sua rotta di 330°, passando ad est dell'aeroporto prima di girare a sinistra e passare sopra l'aeroporto.
Il volo continuò la virata fino a dirigersi a sud, passando a ovest di Las Palmas per iniziare la procedura dalla rotta ILS, quindi eseguì una virata di 180° per raggiungere la rotta di ritorno al sistema ILS, su rotta di 327°. Il volo rimase sulla rotta di intercettazione standard per quasi tre minuti fino a prima di iniziare la virata verso nord. A questo punto la rotta del volo era di 333° quando si schiantò contro il picco di Laz Cruz, a otto miglia a est dalla pista di avvicinamento lungo la rotta pianificata per l'ILS. Le comunicazioni con l'ATC cessarono alle 08:37 e l'aeroporto dichiarò un'emergenza alle 08:55.
Il relitto del Boeing 707 venne ritrovato alle 18:00 dall'aeronautica peruviana. L'impatto dello schianto e la conseguente esplosione distrussero completamente l'aereo, uccidendo tutti gli 80 passeggeri e i 17 membri dell'equipaggio. La visibilità al momento dell'incidente era di 14 chilometri (8,7 miglia).

## Cause
L'aereo stava volando normalmente al momento dell'impatto; in quel lasso di tempo i motori funzionavano alla potenza necessaria all'avvicinamento. Nessuna causa poteva essere dimostrata in modo definitivo, ma emersero diverse teorie. La durata del volo per la distanza di 113 miglia tra Pisco e Lima era indicato come 23 minuti sul piano di volo, quando in realtà il tempo di volo medio riportato da altre compagnie aeree era intorno ai 16 minuti. La sovrastima del tempo di sette minuti determinò l'eccessiva quota dell'aereo all'arrivo a Lima. L'analisi dei dati di volo suggeriva che era possibile che il pilota si fosse sintonizzato in modo errato sul radiofaro non direzionale Limatambo nella convinzione che fosse quello per Lima. C'era anche la possibilità che l'apparecchiatura per la navigazione avesse fornito all'equipaggio informazioni imprecise o un malfunzionamento del rilevatore di direzione automatico abbia fatto credere all'equipaggio di condotta che l'ILS non funzionasse.
La probabile causa dell'incidente è stata citata come segue: